# 帕亚尔 (瓦兹省)
帕亚尔（法語：Paillart，法語發音：[pajaʁ]）是法国瓦兹省的一个市镇，属于克莱蒙区。

## 地理
帕亚尔（49°40'0"N, 2°19'25"E）面积14.18 平方千米，位于法国上法蘭西大區瓦兹省，该省份为法国北部内陆省份，北起索姆省，西接厄尔省和滨海塞纳省，南至塞纳-马恩省和瓦兹河谷省，东临埃纳省。
与帕亚尔接壤的市镇（或旧市镇、城区）包括：博讷伊莱索、布勒特伊、埃凯努瓦、鲁夫鲁瓦莱梅尔勒、拉法卢瓦斯、福勒维尔、阿利维莱尔。

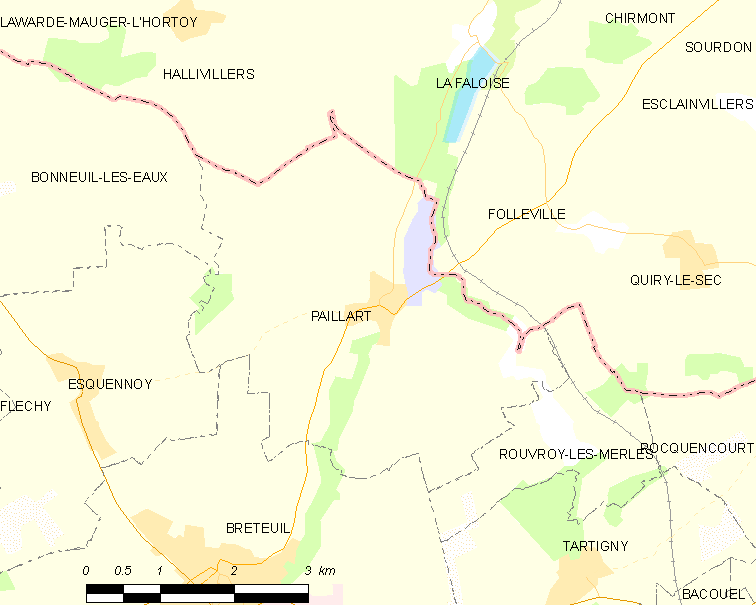
的OSM定位图

帕亚尔的时区为UTC+01:00、UTC+02:00（夏令时）。

## 行政
帕亚尔的邮政编码为60120，INSEE市镇编码为60486。

## 政治
帕亚尔所属的省级选区为圣瑞斯特昂绍塞县。

## 人口

1962-2008年间人口变化图示

帕亚尔于2022年1月1日时的人口数量为572人。